# تاتار ۲۶۶۸
سیارک ۲۶۶۸ (به انگلیسی: 2668 Tataria، نامگذاری:1976QV) دو هزار و ششصد و شصت و هشتمین سیارک کشف شده‌است که در ۲۶ اوت ۱۹۷۶ کشف شد.
قدر مطلق سیارک برابر ۱۳٫۳۰ است.